# DREAM PASSPORT
DREAM PASSPORT 株式會社，簡稱DREAM PASSPORT，是日本一間經紀娛樂公司，於2018年由黑澤美樹創辦，2020年建立音樂廠牌「Present Label」，旗下藝人有個人歌手HICO。

## 歷史
2018年
4月17日，公司由黒澤美樹於日本創立。
2020年
2月13日，成立旗下第一個男子團體ORβIT，於同年11月11日正式出道。
8月，創立音樂廠牌「Present Label」。
10月底，成立旗下第二個男子團體BUGVEL。
12月25日，旗下第一位個人歌手HICO正式出道。
2022年
3月30日，旗下男團BUGVEL出道。
2025年
6月18日，旗下團體ORβIT與BUGVEL離開公司轉到新公司JB娛樂。

## 旗下藝人

### 個人歌手
| 出道日期       | 名字 | 性別 | 官方粉絲名 |
| -------------- | ---- | ---- | ---------- |
| 2020年12月25日 | HICO | 男   | 織姫、織星 |

## 離開藝人

### 團體
- ORβIT (2020-2025)
  - HEECHO、YOUNGHOON、YOONDONG、JUNE、TOMO、SHUNYA、YUGO
- BUGVEL
  - HIKARU (2020-2022)
  - KOSHIN (2020-2023)
  - MINATO、GUNO、RAIRA、MAHIRO (2020-2025)

## 關聯公司
株式会社Future Passport（주식회사 퓨처패스포트）是一間韓國經紀公司，成立於2020年6月，公司社長由ORβIT的HEECHO擔任。

## 外部連結
- 官方網站
- DREAM PASSPORT的X（前Twitter）
- YouTube上的DREAM PASSPORT頻道
- Present Label